# Joseph Pernet-Ducher

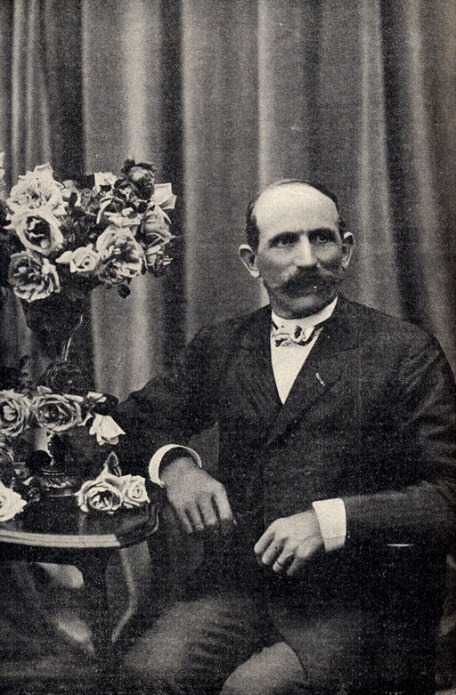
Joseph Pernet-Ducher

Joseph Pernet-Ducher (eigentlich: Joseph Pernet; * 7. Juni 1859 in Lyon; † 23. November 1928 in Vénissieux) war ein französischer Rosenzüchter.

## Leben und Wirken

### Anfänge
Joseph Pernet wurde als Sohn des Rosenzüchters Jean Pernet in Lyon geboren, das schon in seiner Jugendzeit ein wichtiges Zentrum der Rosenzucht war und wo bekannte Züchter wie unter anderem Jean-Baptiste Guillot Vater und Sohn, François Lacharme, Antoine Levet und Alexandre Bernaix wirkten. Joseph Pernet lernte außerdem einige Tricks von befreundeten Nelken-Züchtern, wie Alegiatière und Laurent Carle; nach dem letzteren benannte er 1907 auch eine seiner eigenen Rosensorten.

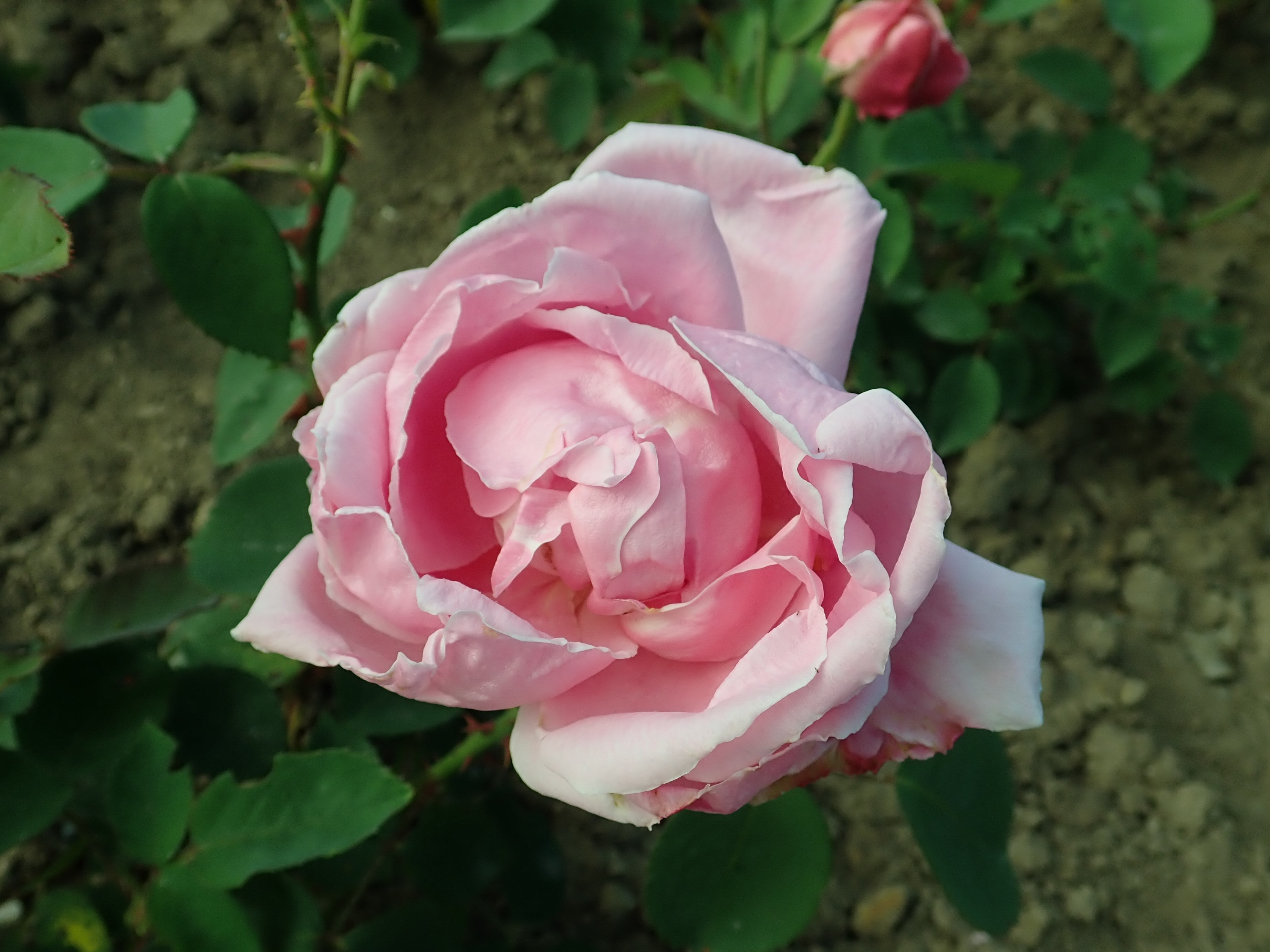
'Mme Caroline Testout', 1890

1879 begann Joseph im Betrieb von Marie Ducher (1834–1881), der als „Veuve Ducher“ bekannten Witwe des Rosenzüchters Claude Ducher (1820–1874), zu arbeiten. Dabei lernte er deren Tochter Marie Ducher (1859–1938) kennen, die er drei Jahre nach dem Tode der Witwe Ducher, am 26. Juni 1884, heiratete. In der Folge nahm Joseph Pernet den Doppelnamen Pernet-Ducher an und reihte sich damit offiziell in die Nachfolge von gleich zwei Rosenfamilien ein, zumal er auch die Rosensämlinge aus den Züchtungen der Duchers übernahm.
Joseph und Marie Pernet-Ducher hatten fünf Kinder, die beiden Söhne Claudius Benoit (1884–1914) und Georges Joseph (1886–1915) sowie drei Töchter.
Laut HelpMeFind züchtete Pernet-Ducher während seines Lebens über 150 neue Rosensorten. Zu seinen bekanntesten frühen Rosen gehören die rosa-farbene Teehybride 'Madame Caroline Testout' (1890) und die Noisette- oder Teerose 'Beauté Inconstante' (1887), welche eine Mischung aus Karminrot oder -rosa mit gelben Nuancen zeigt.
Als sein Vater Jean Pernet am 31. März 1896 starb, übernahm Pernet-Ducher auch dessen Betrieb.

### Die Pernetiana Rosen
In der zweiten Hälfte des 19. Jahrhunderts gab es bei den China-, Tee- und Noisette-Rosen bereits eine ganze Reihe von Sorten, die verschiedene Töne von Gelb, Goldgelb, Apricot oder Lachsrosa aufwiesen, in hellen bis pastellenen, zarten Nuancen, die mit der Zeit im Blühen häufig verblassten, bis hin zu Creme- oder fast weißen Farbtönen. Diese zarten Farben waren Joseph Pernet-Ducher nicht genug, stattdessen verliebte er sich in das kräftige Gelb der Rosa foetida, einer einmalblühenden Wildrose, und machte sich zu seinem Ziel, durch Kreuzungen von verschiedenen remontierenden Rosen vor allem mit der gefüllten Rosa foetida 'Persiana' leuchtend-gelbe oder orange, nicht verblassende und wiederholt blühende Sorten von Teehybriden (oder Remontant-Rosen) zu bekommen.

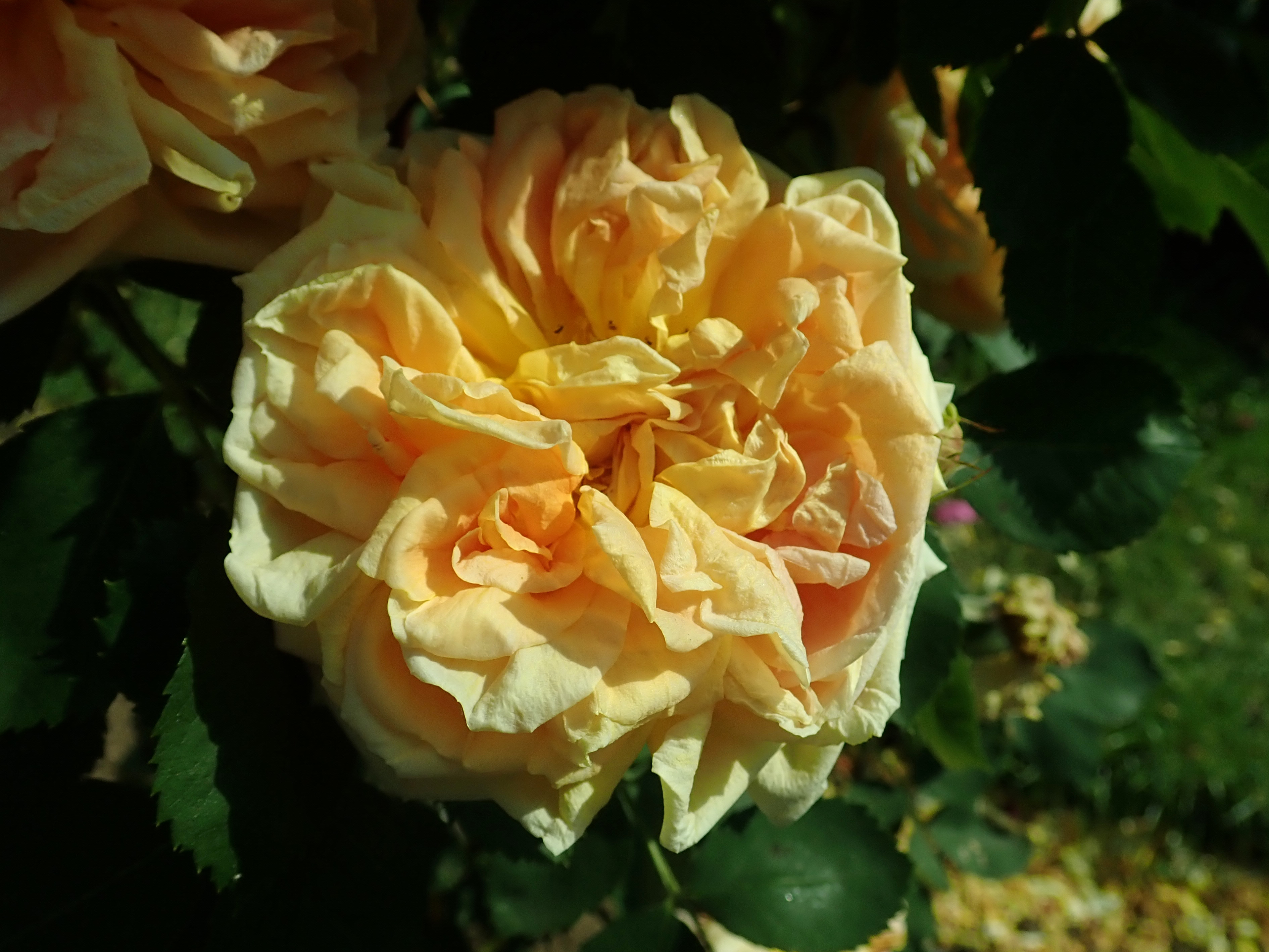
Pernet-Duchers berühmte Rose 'Soleil d’Or', 1900

Nach unzähligen Versuchen und Fehlversuchen erhielt er schließlich durch Kreuzung der kirschroten Remontant-Rose 'Antoine Ducher' (1866) mit der Rosa foetida 'Persiana' in der zweiten oder dritten Generation einen Sämling mit Blüten von leuchtend gelb-orangem, manchmal korallenem Farbspiel. Die so entstandene neue Rosensorte namens 'Soleil d’Or' („Goldsonne“) wurde 1898 beim Wettbewerb von Lyon mit einer Goldmedaille ausgezeichnet und geradezu als Sensation gefeiert. Pernet-Ducher brachte sie im Jahr 1900 in den Handel und verwendete sie auch für spätere Züchtungen, aus denen unter anderem die lachs-rosa 'Lyon Rose' (1907), die goldgelbe 'Rayon d’Or' (1910) und die korallenrote bis rosa 'Madame Édouard Herriot' (1912) hervorgingen.
'Soleil d’Or' gilt als erste Rose einer neuen Rosenklasse, die der Züchter selber als „Rosa Pernetiana“ bezeichnete, welche allerdings später der Klasse der Teehybriden zugeordnet wurde. Die Pernetiana-Rosen (oder Rosa foetida-Hybriden) zeichnen sich durch eine seinerzeit neue Farbpalette aus, mit Farben wie Gelb, Goldgelb, Orange, Kupfer, Koralle und hellem Zinnoberrot. Sie haben aber auch eine ganze Reihe von Nachteilen oder Schwächen: Sie sind tendenziell von schwächlicher Konstitution, haben oft eher spärliches Blattwerk, und sind vor allem sehr anfällig für Sternrußtau (Schwarzfleckenkrankheit), verlieren außerdem relativ schnell die Blätter. Am besten machen sie sich in heißem, sehr trockenem Klima.
Trotz ihrer Schwächen hatten die Pernetianas in den ersten Jahrzehnten des 20. Jahrhunderts einen großen Erfolg und einen starken Einfluss auf die Entwicklung der modernen Teehybriden, denen sie allerdings nicht nur die neuen Farben, sondern auch ihre Schwächen vererbten.

### Späte Jahre
Mit seinen neuen Rosen-Sorten erreichte Pernet-Ducher Höhen des Erfolgs wie kaum ein anderer Rosenzüchter. Im englischsprachigen Raum nannte man ihn gar den „Wizard of Lyon“ („Zauberer von Lyon“). Der deutsche Rosenzüchter Wilhelm Kordes (der Ältere) besuchte ihn in Lyon und soll ihn „den großen Meister“ genannt haben.
Pernet-Ducher gewann zwischen 1907 und 1925 insgesamt dreizehn Mal die Goldmedaille beim jährlich stattfindenden Internationalen Rosenwettbewerb von Bagatelle in Paris.

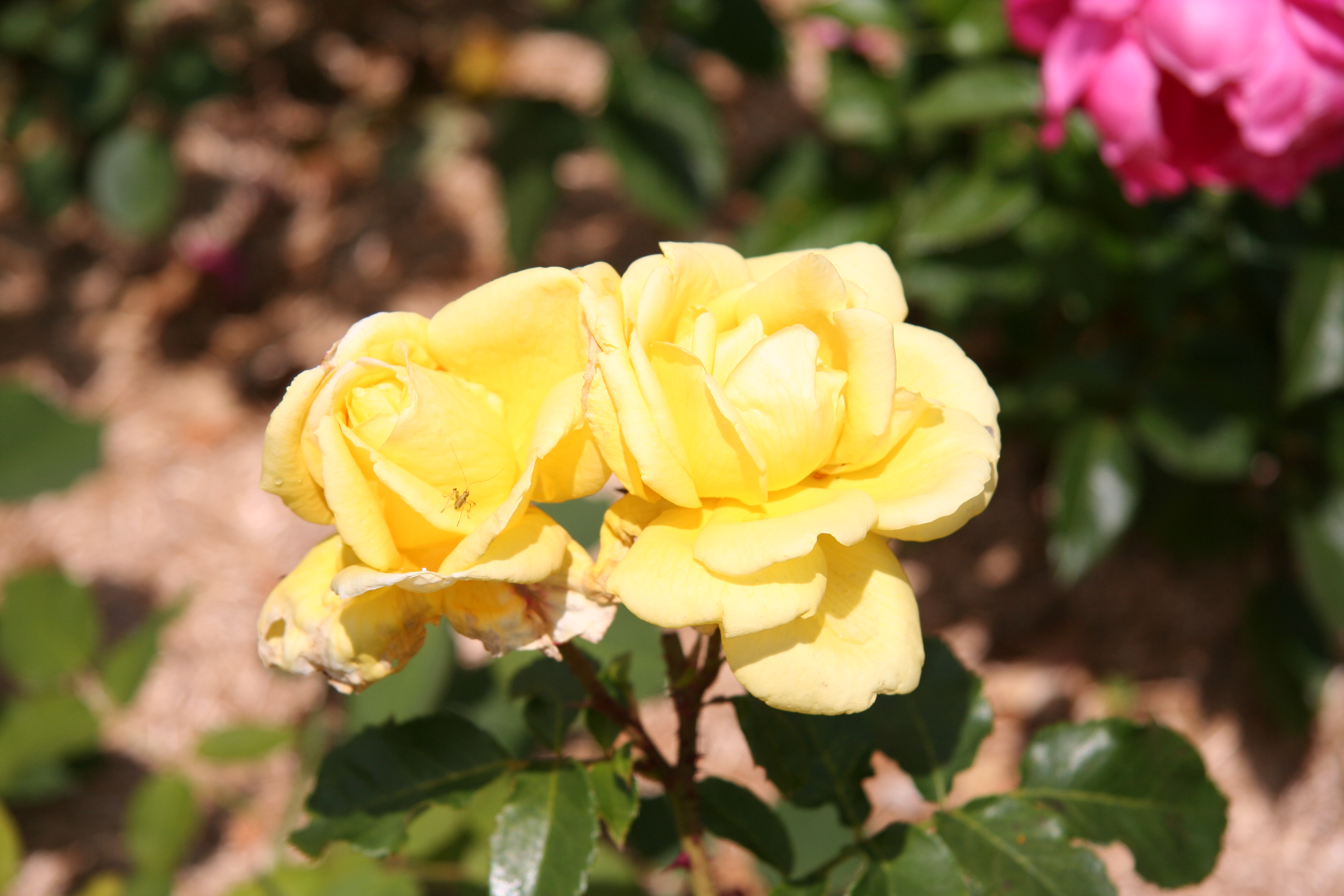
'Souvenir de Claudius Pernet', 1919

In seinem persönlichen Leben musste er jedoch auch einige traurige Erfahrungen verkraften. Im Ersten Weltkrieg fielen seine beiden Söhne innerhalb von weniger als einem Jahr: Claudius Benoit starb am 25. Oktober 1914 und Georges Joseph am 23. Juni 1915. Joseph Pernet-Ducher benannte später zwei Rosen nach ihnen: Die gelbe Rose 'Souvenir de Claudius Pernet' und die rosa-farbene 'Souvenir de Georges Pernet', die beide in den Jahren 1920 bzw. 1921 je eine Goldmedaille in Bagatelle gewannen.
1924 übergab Pernet-Ducher seinen Betrieb an Jean Gaujard, soll aber bis zu seinem Tode weiterhin Rosen gezüchtet haben. Er starb am 23. November 1928 in Vénissieux.
Gaujard verlagerte seinen Standort nach Feyzin, behielt aber den Namen „Pernet-Ducher“ bis 1955 bei.
Bis heute wird Joseph Pernet von manchen Rosenfreunden in ungeheurer Weise verehrt als der Schöpfer der modernen Teehybriden mit ihrer erweiterten Farbpalette, die später dann allerdings manchmal auch ausgesprochen grelle Töne annehmen konnte.

## Galerie: Rosen von Joseph Pernet-Ducher

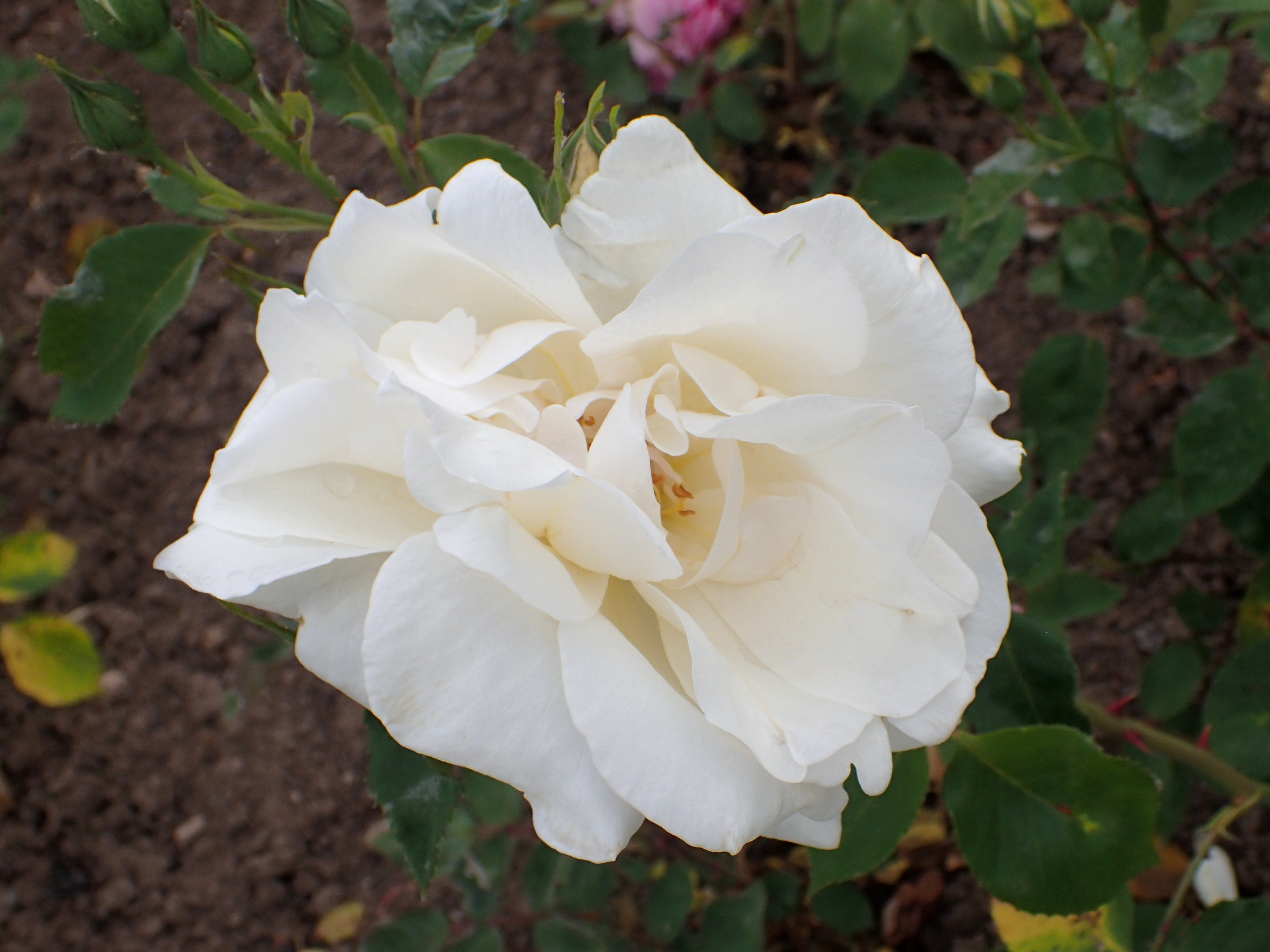
'Mme Pernet-Ducher', 1891
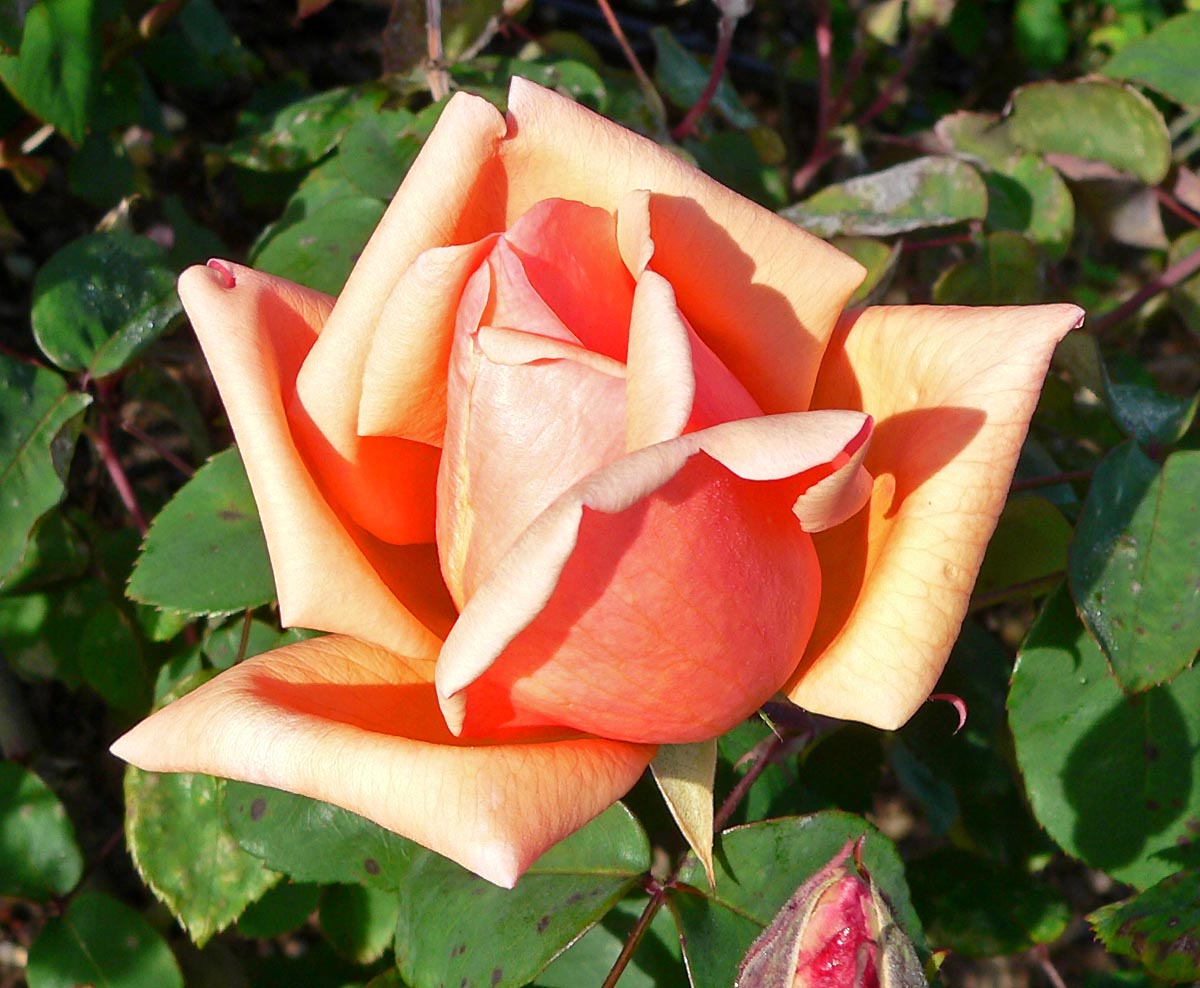
'Mme Abel Chatenay', 1894
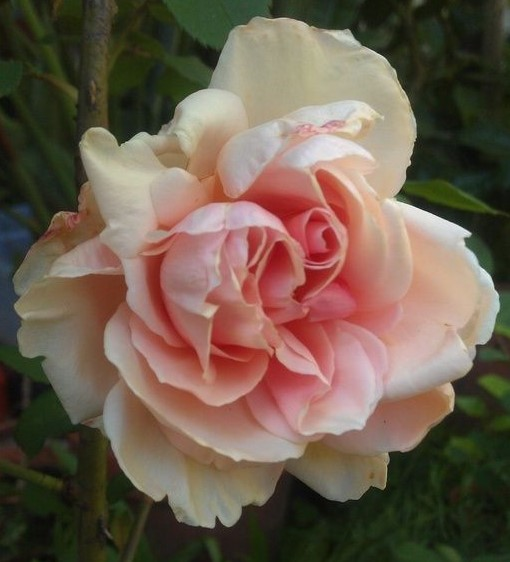
'Monsieur Paul Lédé', 1902
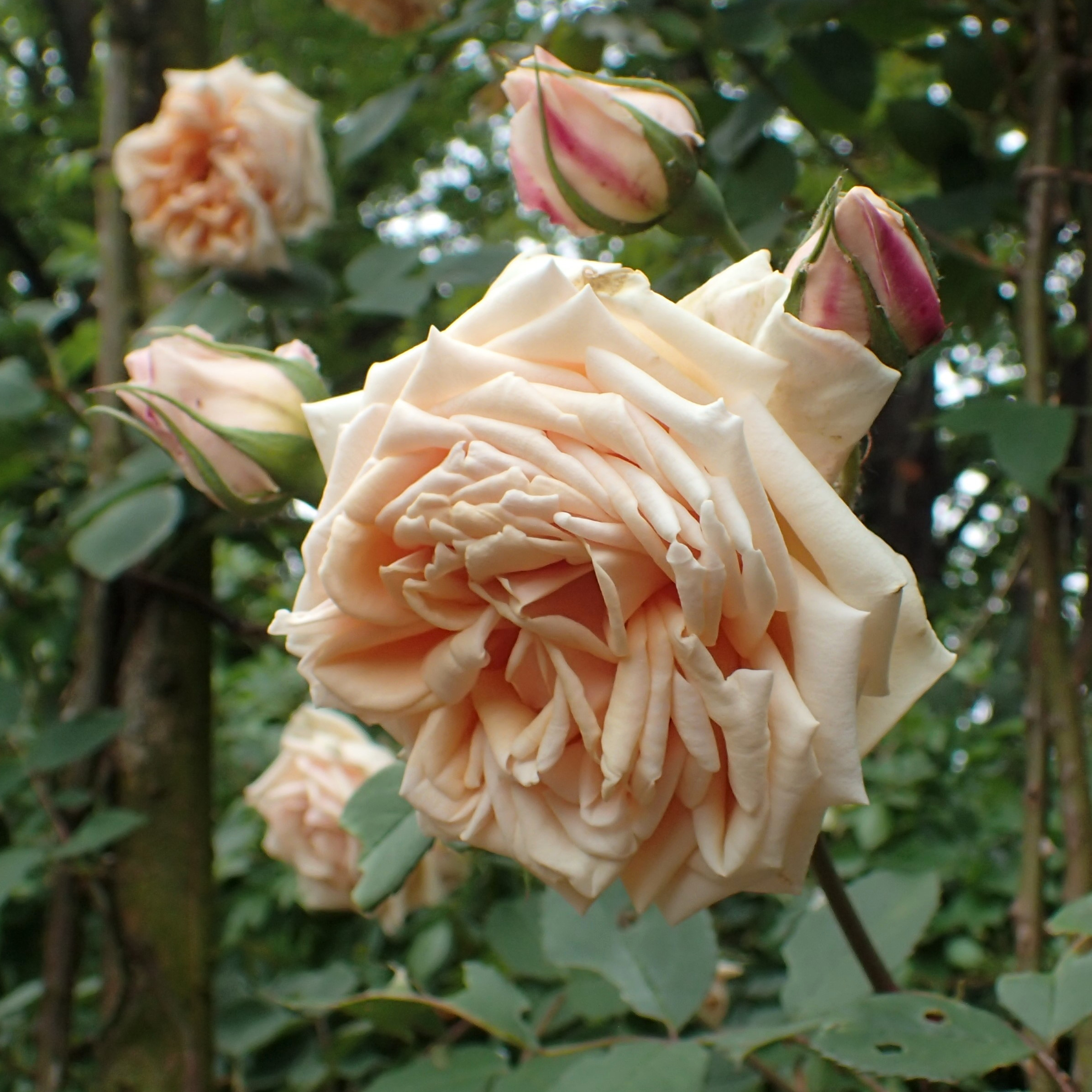
'Mme Hector Leuillot', 1903
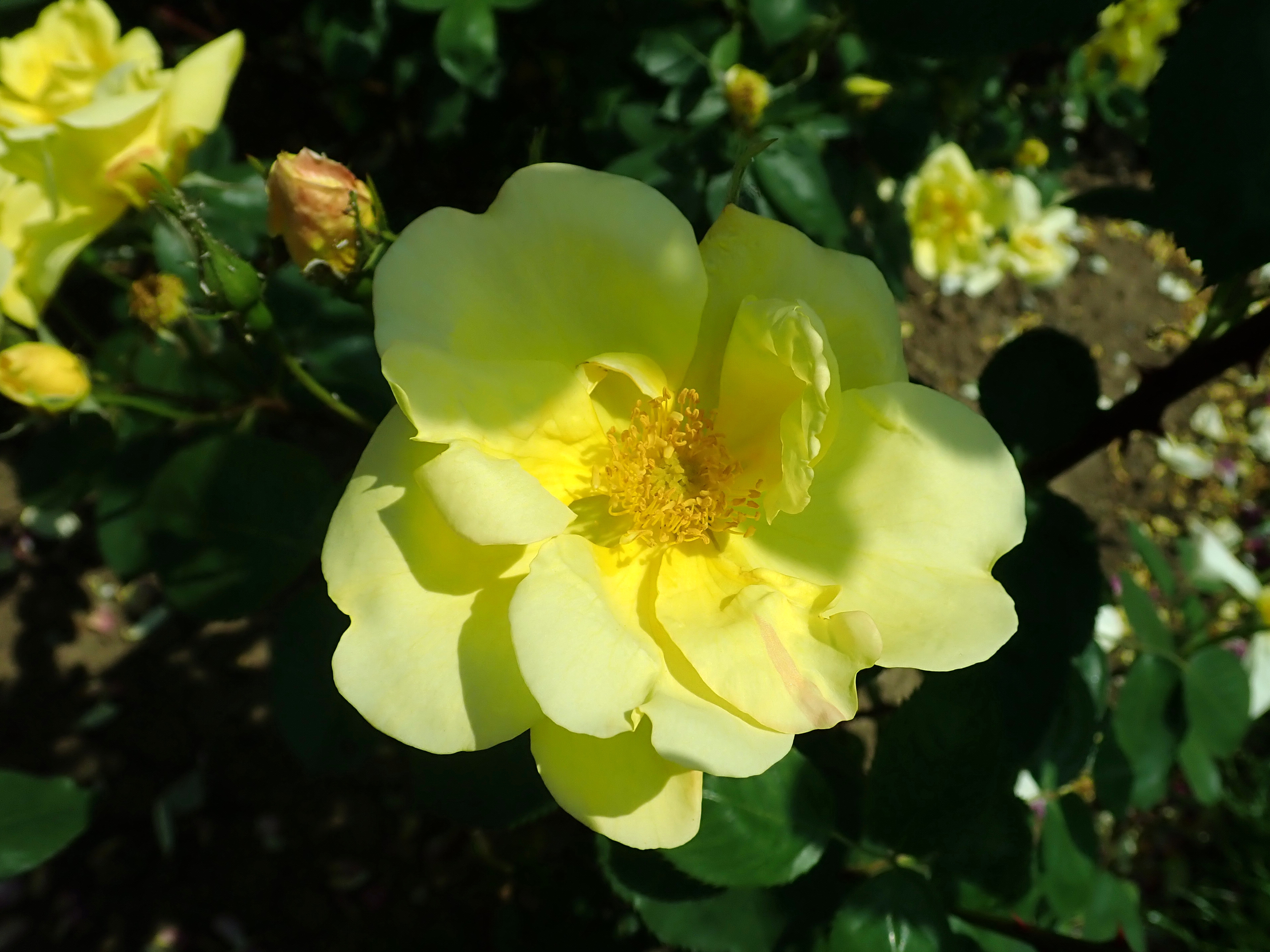
'Lawrence Johnston', 1903
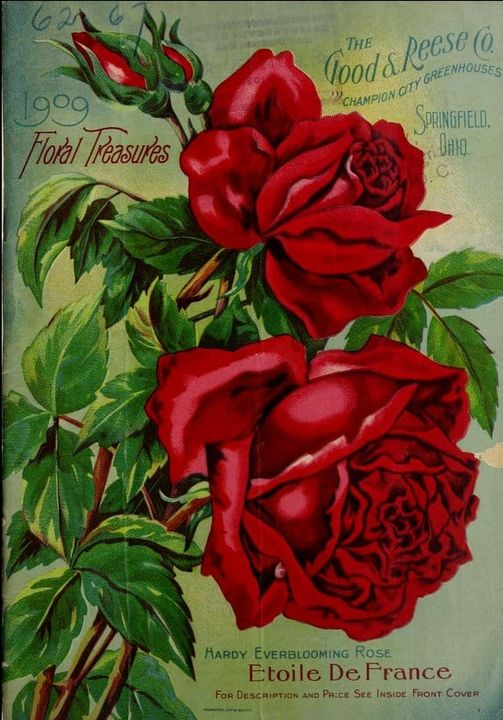
'Étoile de France', 1903
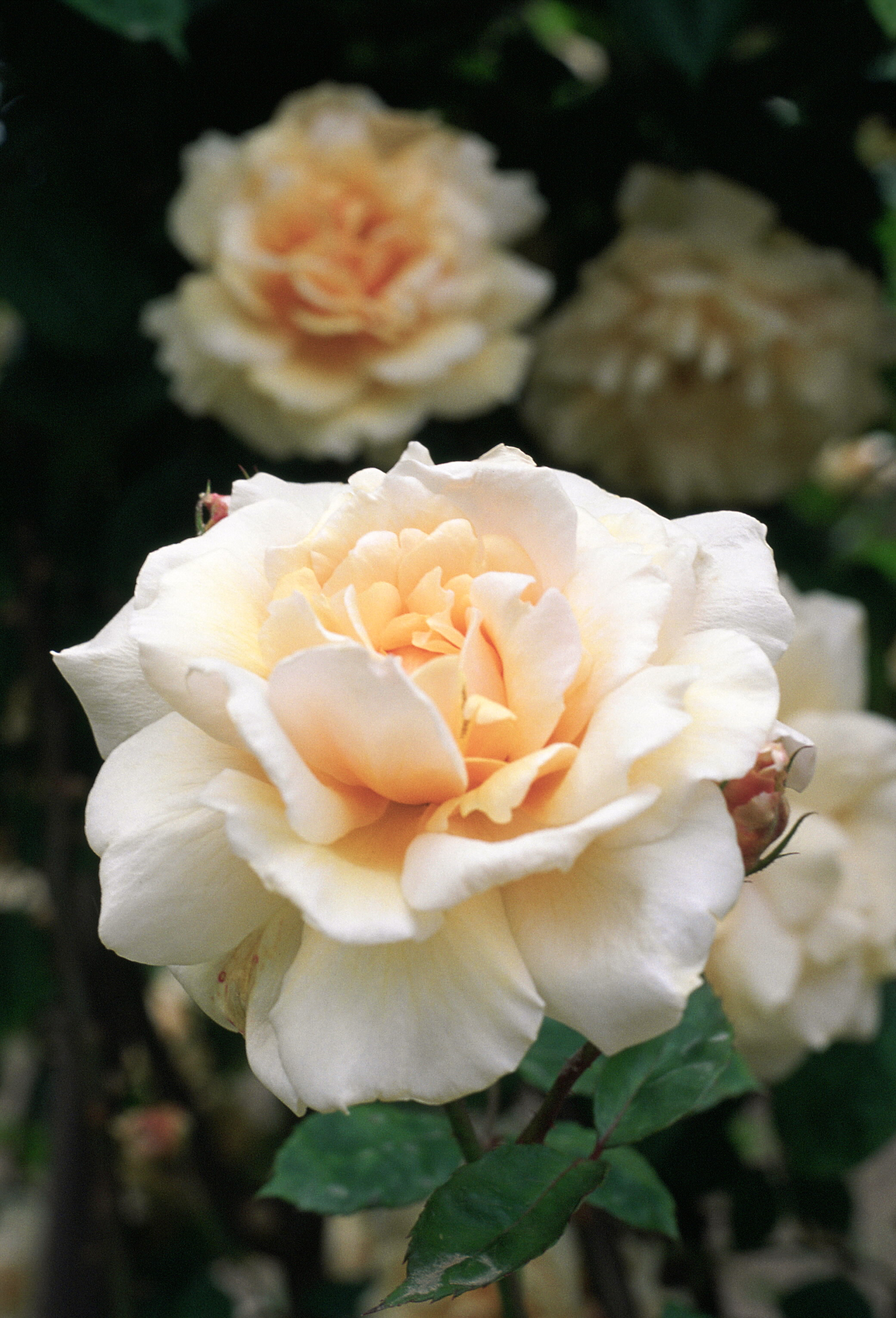
'Mrs Aaron Ward', 1907
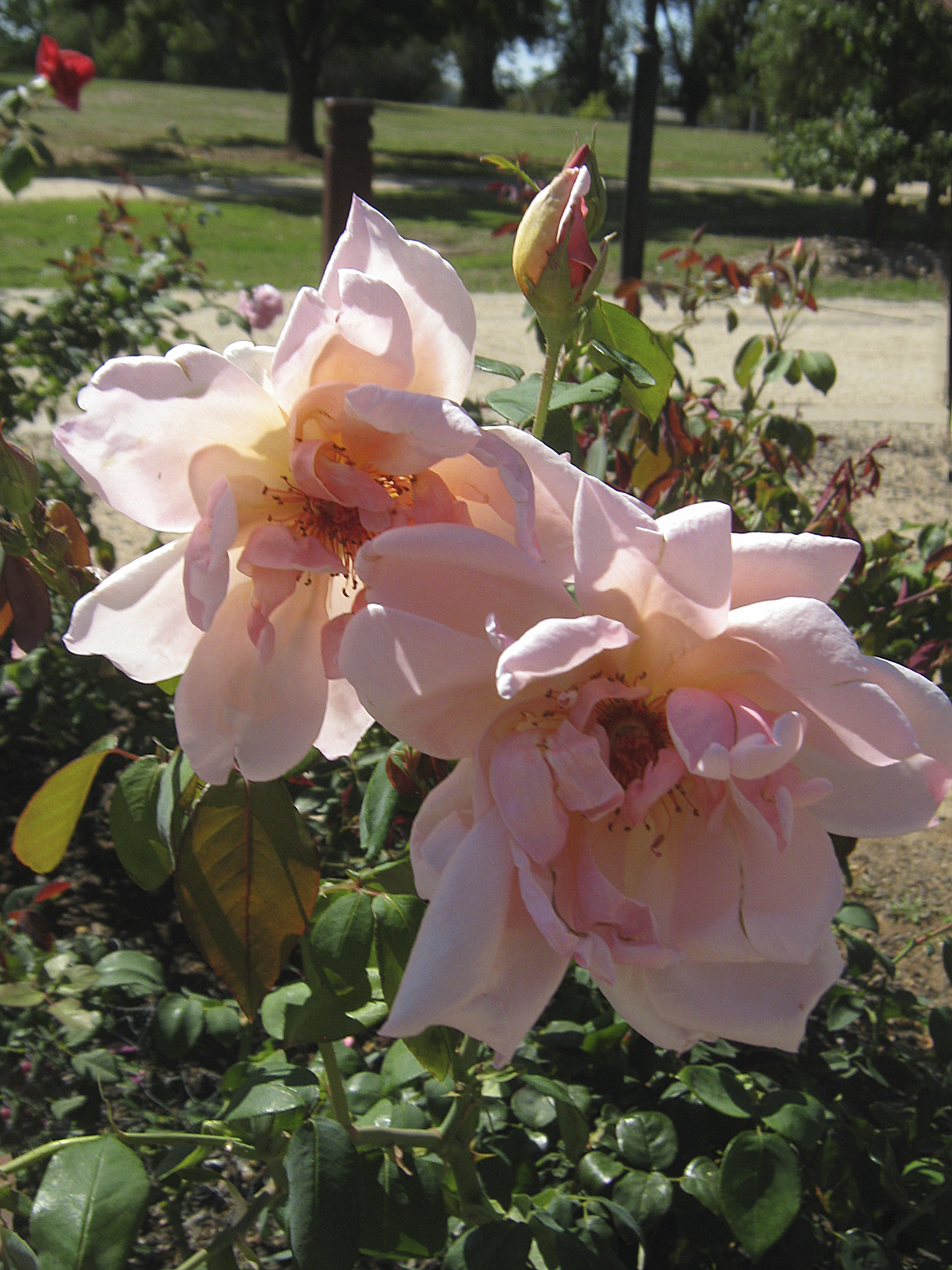
'Mrs Arthur Robert Waddell', 1908
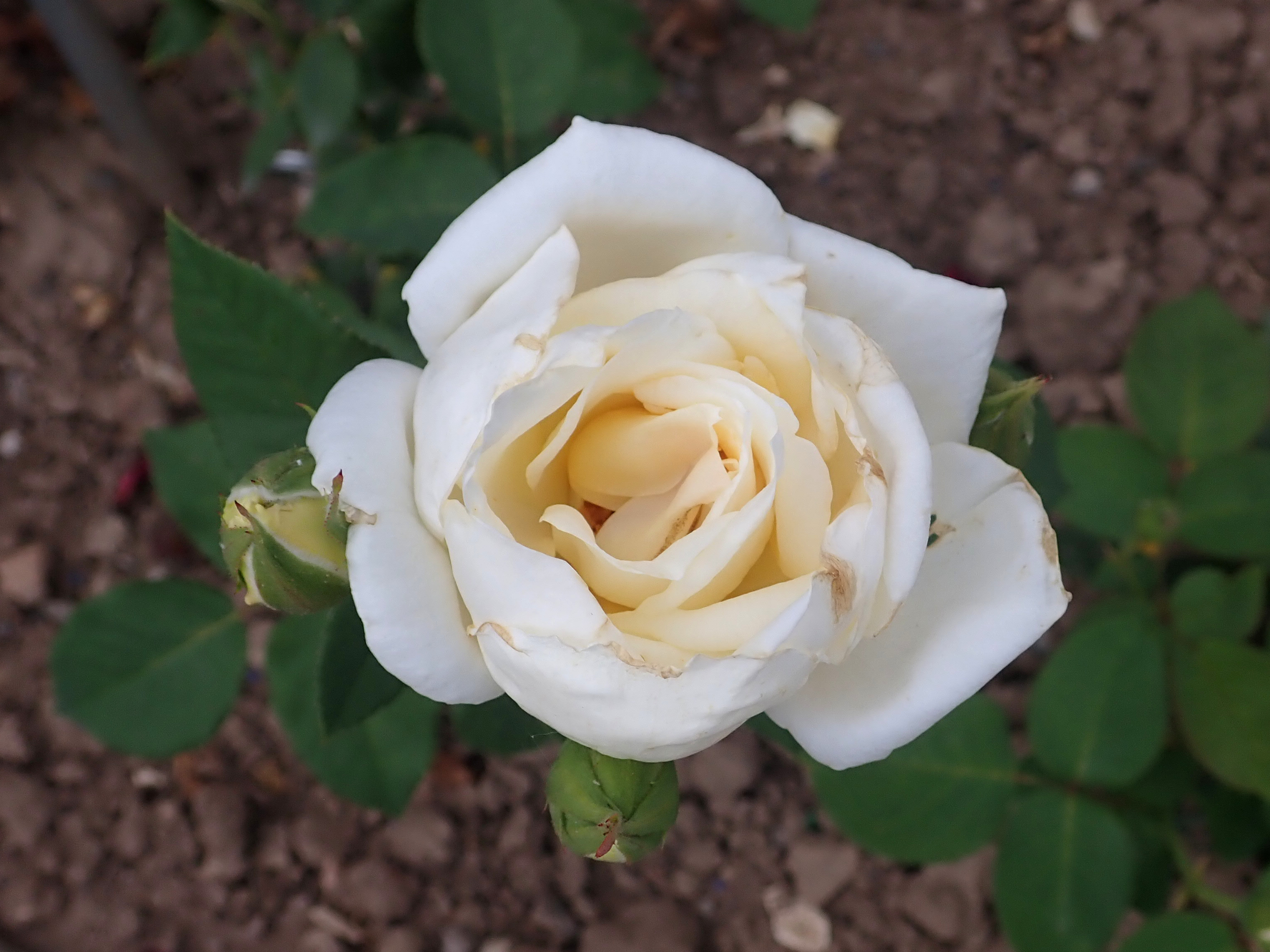
'Souvenir de Gustave Prat', 1910
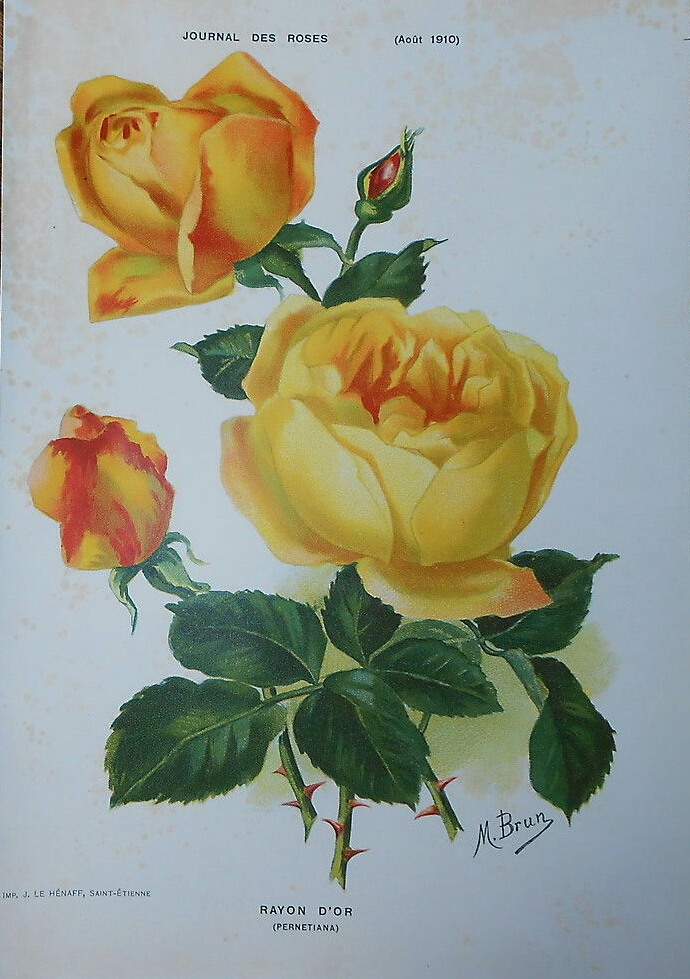
'Rayon d’Or', 1910
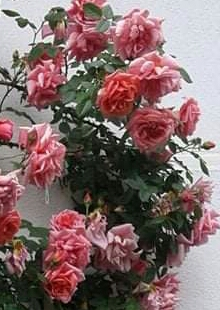
'Mme Édouard Herriot', 1912
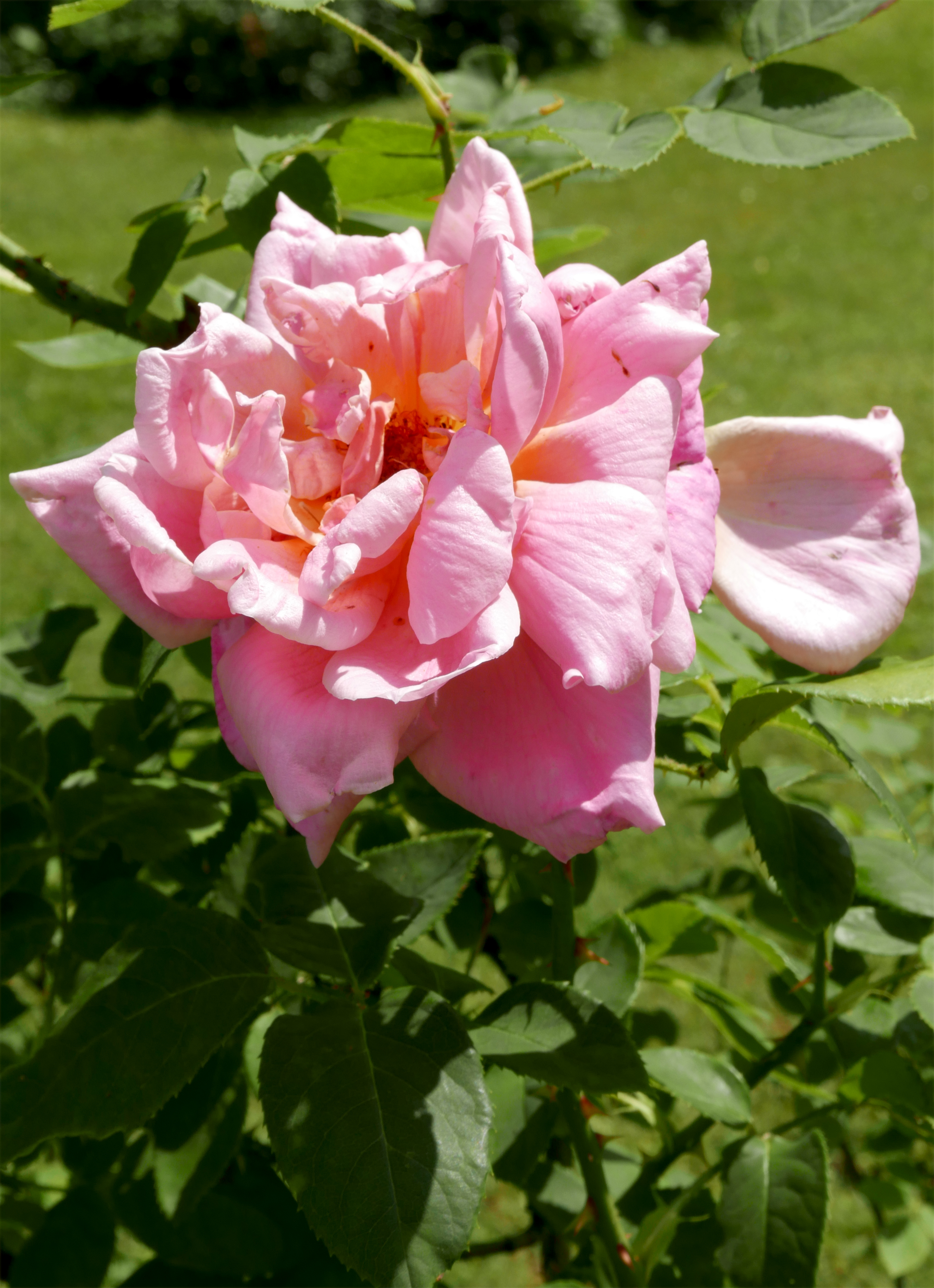
'Willowmere', 1913
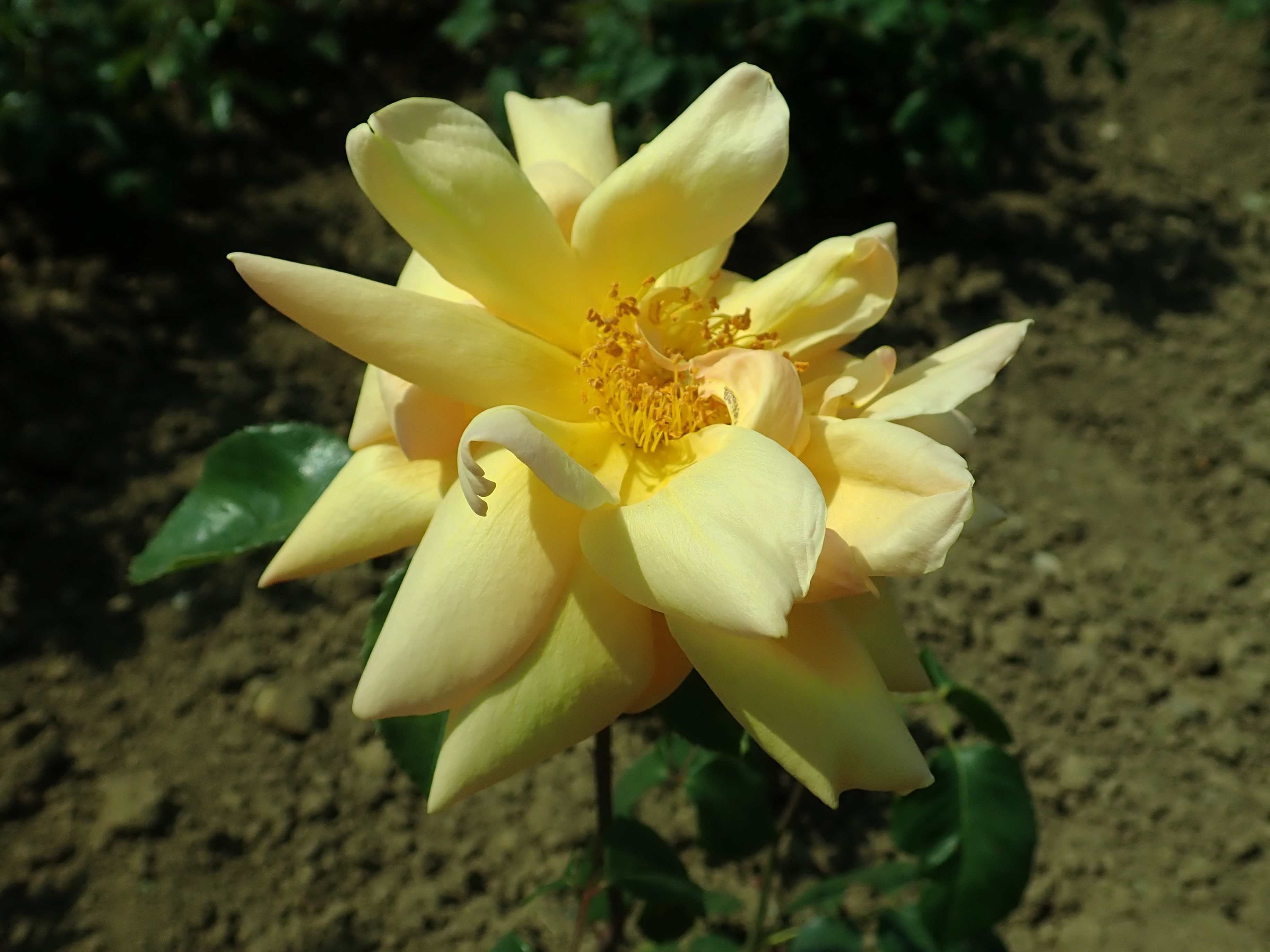
'Bénédicte Seguin', 1918
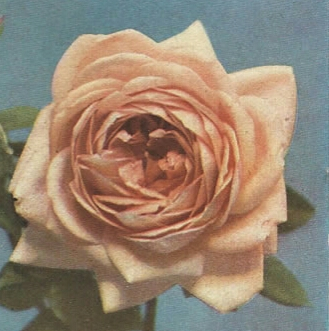
'Souvenir de George Beckwith', 1919
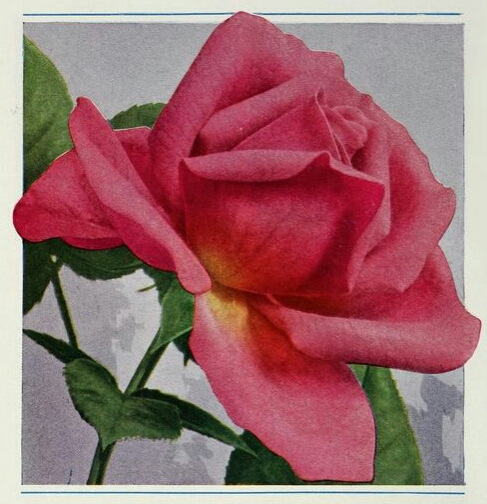
'Souvenir de Georges Pernet', 1920
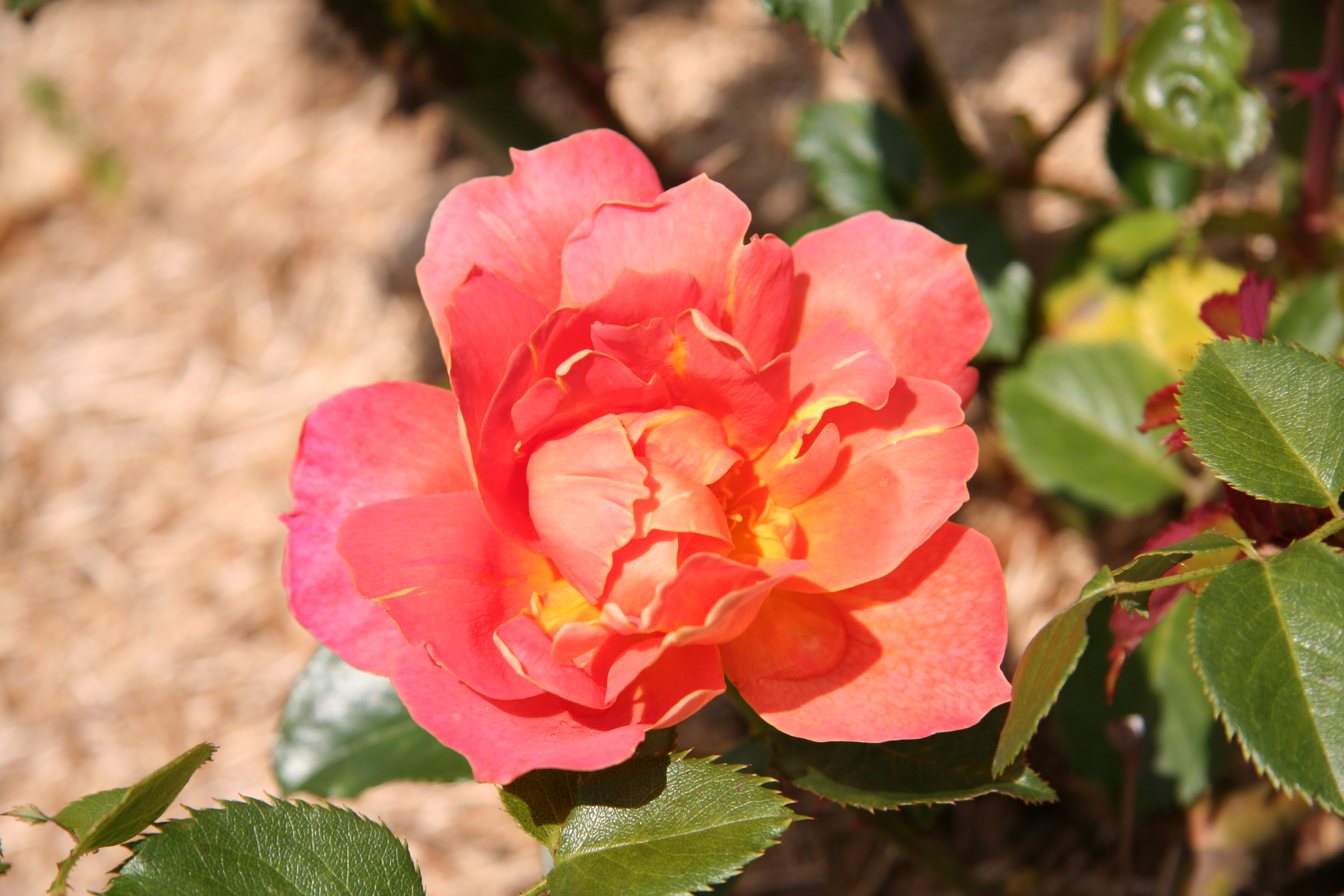
'Angele Pernet', 1924
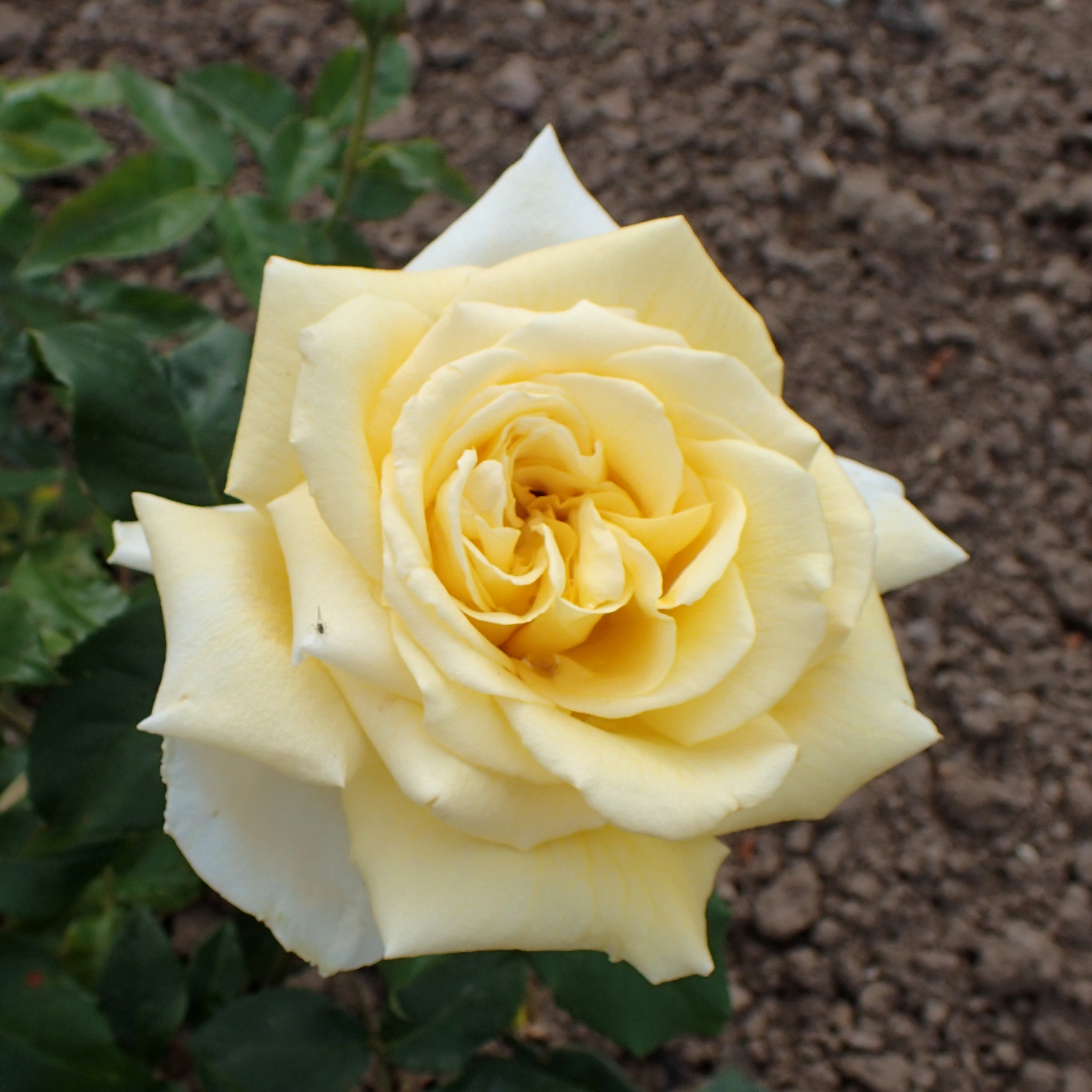
'Julien Potin', 1927
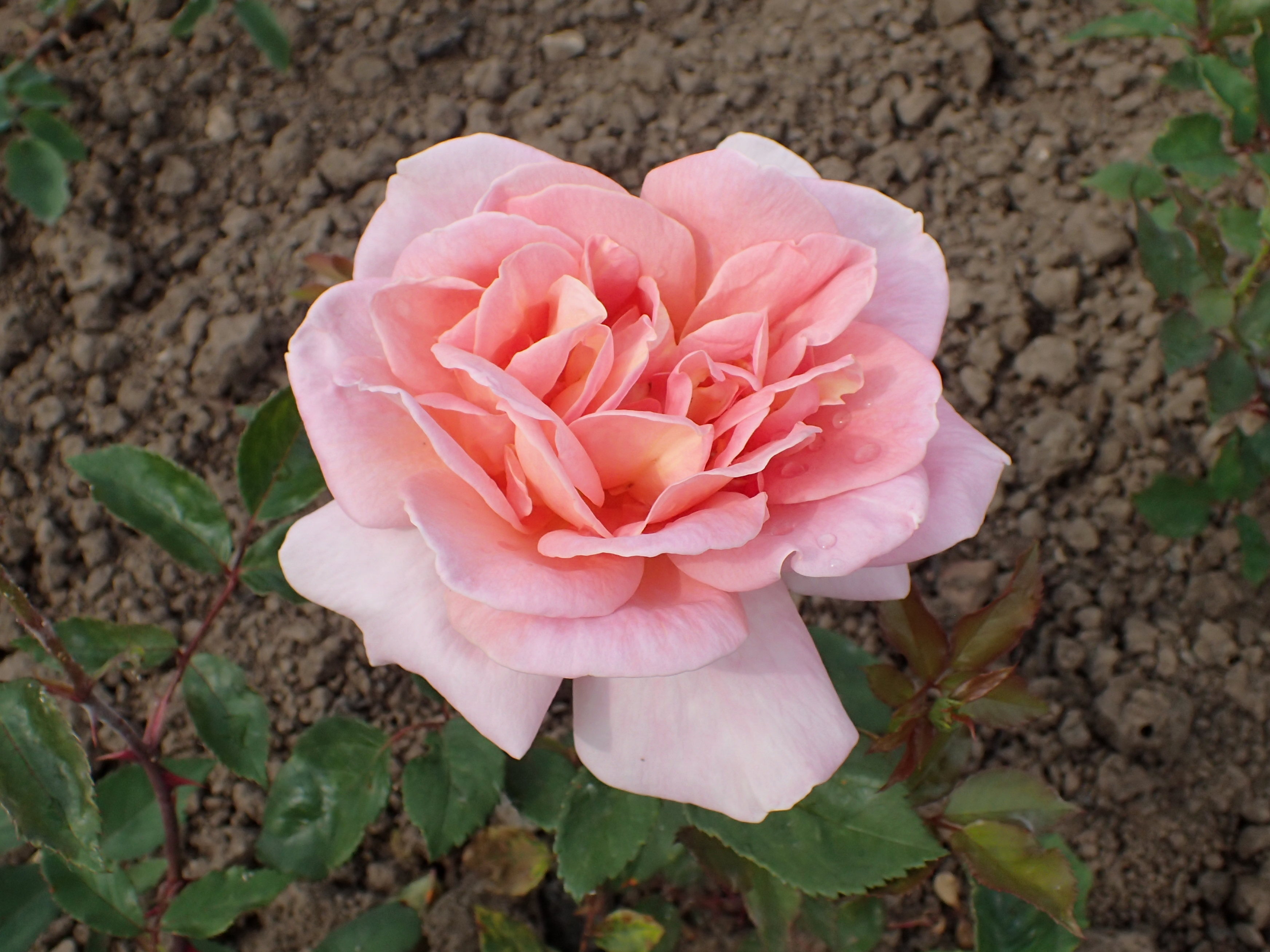
'Roi Alexandre', vor 1928 (posthum 1937 von Gaujard eingeführt)